# Aarogya Setu
Aarogya Setu (em português: A ponte para a libertação da doença) é um serviço digital de código aberto indiano COVID-19 "Rastreamento de contato, mapeamento sindrômico e autoavaliação ", principalmente um aplicativo móvel, desenvolvido pelo National Informatics Center, sob o Ministério de Eletrônica e Tecnologia da Informação ( MeitY).
O aplicativo atingiu mais de 100 milhões de downloads em 40 dias. Em 26 de maio, em meio a crescentes preocupações com privacidade e segurança, o código-fonte do aplicativo foi tornado público.

## Visão geral
O objetivo declarado deste aplicativo é divulgar o COVID-19 e conectar serviços essenciais de saúde relacionados ao COVID-19 ao povo da Índia.  Este aplicativo aumenta as iniciativas do Departamento de Saúde para conter o COVID-19 e compartilha as melhores práticas e conselhos. É um aplicativo de rastreamento que usa os recursos de GPS e Bluetooth do smartphone para rastrear a infecção por coronavírus. O aplicativo está disponível para sistemas operacionais móveis Android e iOS. Com o Bluetooth, ele tenta determinar o risco de alguém estar perto (a menos de um metro e oitenta) de uma pessoa infectada de COVID-19, examinando um banco de dados de casos conhecidos na Índia. Usando informações de localização, ele determina se o local em que pertence pertence a uma das áreas infectadas com base nos dados disponíveis.
Este aplicativo é uma versão atualizada de um aplicativo anterior chamado Corona Kavach (agora descontinuado), lançado anteriormente pelo governo da Índia.

## Recursos e ferramentas
Aarogya Setu tem quatro seções:
- Status do usuário (indica o risco de obter COVID-19 para o usuário)
- Autoavaliação (ajuda os usuários a identificar os sintomas do COVID-19 e seu perfil de risco)
- Atualizações do COVID-19 (atualiza os casos locais e nacionais do COVID-19)
- Integração do E-pass (se solicitado, o E-pass estará disponível)[6]

## Resposta
Aarogya Setu atravessou cinco milhões de downloads dentro de três dias do seu lançamento, tornando-o um dos aplicativos governamentais mais populares na Índia. Ele se tornou o aplicativo móvel de crescimento mais rápido do mundo que venceu o Pokemon Go, com mais de 50 milhões de instalações, 13 dias após o lançamento na Índia, em 2 de abril de 2020. Atingiu 100 milhões de instalações em 13 de maio de 2020, ou seja, em 40 dias desde o seu lançamento.
Em um pedido em 29 de abril de 2020, o governo central tornou obrigatório para todos os funcionários fazer o download do aplicativo e usá-lo - "Antes de iniciar o escritório, eles devem revisar seu status em Aarogya Setu e comutar apenas quando o aplicativo mostra risco seguro ou baixo".
Em 21 de maio de 2020, a Autoridade Aeroportuária da Índia emitiu um Procedimento Operacional Padrão (POP), declarando que todos os passageiros que partem devem ser obrigatoriamente registrados no aplicativo Aarogya Setu. Ele acrescentou que o aplicativo não seria obrigatório para crianças menores de 14 anos. No entanto, no dia seguinte, o ministro da Aviação Civil Hardeep Singh Puri esclareceu que o aplicativo não seria obrigatório para nenhum passageiro.

## Eficácia
O CEO da NITI Aayog revelou que "o aplicativo conseguiu identificar mais de 3.000 pontos de acesso em 3 a 17 dias antes".

## Recepção
Rahul Gandhi, líder do partido no Congresso, chamou o aplicativo Aarogya Setu de "sofisticado sistema de vigilância" depois que o governo anunciou que o download do aplicativo seria obrigatório para funcionários públicos e privados. Depois disso, outros levantaram as mesmas preocupações sobre o aplicativo Aarogya Setu. O Ministério da Eletrônica e Tecnologia da Informação (MEITY) respondeu a essas preocupações afirmando que as alegações de Gandhi eram falsas e que o aplicativo estava sendo apreciado internacionalmente.
Em 5 de maio, o hacker ético francês Robert Baptiste, que leva o nome de Elliot Alderson no Twitter, alegou que havia problemas de segurança com o aplicativo. O governo indiano, bem como os desenvolvedores de aplicativos, responderam a essa alegação agradecendo a atenção do hacker, mas descartaram suas preocupações. Os desenvolvedores do aplicativo afirmaram que a busca de dados de localização é um recurso documentado do aplicativo, e não uma falha, pois o aplicativo foi projetado para rastrear a distribuição da população infectada por vírus. Eles também afirmaram que não foi provado que nenhuma informação pessoal de qualquer usuário esteja em risco.
Em 6 de maio, Robert Baptiste twittou que as vulnerabilidades de segurança em Aarogya Setu permitiam que hackers "soubessem quem está infectado, doente ou fez uma auto-avaliação na área de sua escolha". Ele também deu detalhes de quantas pessoas estavam doentes e infectadas no Gabinete do Primeiro Ministro, no Parlamento da Índia e no Ministério do Interior. O Economic Times apontou que uma cláusula nos Termos e Condições do aplicativo afirmava que o usuário "concorda e reconhece que o Governo da Índia não será responsável por qualquer acesso não autorizado às suas informações ou modificação das mesmas". Em resposta, vários desenvolvedores de software pediram que o código fonte fosse tornado público.
Em 12 de maio, o ex- juiz da Suprema Corte BN Srikrishna chamou o governo de exigir que o uso do aplicativo Aarogya Setu fosse "totalmente ilegal". Ele disse que até agora não é apoiado por nenhuma lei e questionado "de acordo com qual lei, o governo está exigindo de qualquer pessoa".
O MIT Technology Review deu 2 de 5 estrelas ao aplicativo Aarogya Setu depois de analisar os aplicativos de rastreamento de contatos COVID lançados em 25 países. O aplicativo ganhou destaque apenas pela política, que sugere que os dados coletados sejam excluídos após um período de tempo e que a coleta de dados, no que diz respeito às entradas do usuário, seja mínima. Ele também destacou que a Índia é a única democracia que torna seu aplicativo obrigatório para milhões de pessoas. A classificação foi rebaixada de 2 para 1 para coletar mais informações do que o aplicativo precisa para funcionar.
Depois disso, o MeitY tornou público o código-fonte do aplicativo Android no GitHub em 26 de maio, que será seguido pela documentação do iOS e da API. Além disso, o governo também lançou um "programa de recompensas por insetos". Isso foi feito para "promover a transparência e garantir a segurança e a integridade do aplicativo". No entanto, especialistas afirmaram que o código do lado do servidor ainda não havia sido divulgado publicamente, o que significava que a opinião pública sobre segurança e privacidade ainda estava para ser completamente atenuada. Depois disso, o ZDNet observou que o código-fonte parecia confirmar a alegação do governo de que os dados de localização do usuário, se coletados, seriam anonimizados e seriam excluídos após 45 dias ou 60 dias para indivíduos de alto risco.